# Elisabeth Ebenberger
Elisabeth Ebenberger (* 4. Oktober 1942 in Pernitz, Niederösterreich) ist eine österreichische Schriftstellerin, die vor allem als Kinder- und Jugendbuchautorin in Erscheinung tritt, aber auch Erwachsenenliteratur schreibt und seit 1964 in Vorarlberg lebt.

## Leben
Elisabeth Ebenberger wurde am 4. Oktober 1942 in der niederösterreichischen Gemeinde Pernitz als einzige Tochter ihrer Eltern, die daneben auch noch Söhne hatten, geboren. Nach dem frühen Tod der Mutter suchte sich der alleinerziehende Vater mit seinen noch sehr jungen Kindern eine Wohnung in Wien, wo Ebenberger auch ihre Schulzeit mit Matura absolvierte und hier zur Fremdsprachenkorrespondentin ausgebildet wurde. Im Zuge dieser Ausbildung nahm sie an Sprachstudien in Rijeka (Jugoslawien) oder Brüssel (Belgien) teil und arbeitete in weiterer Folge einige Zeit in diesem Bereich. Obwohl sie anfangs nebenbei noch an der Universität studieren wollte, blieb sie jedoch bei ihrem Job als Fremdsprachenkorrespondentin bei einem Holzexporteur in Wien hängen, da sie ihre dortige Arbeit als so interessant empfand. Da das Holzunternehmen von Rijeka aus exportierte, wurde sie von ihrem damaligen Arbeitgeber dorthin geschickt, um Serbokroatisch zu lernen, was sie als Glücksfall empfand, da sie mütterlicherseits jugoslawischer Abstammung war.
Als ihr damalige Wiener Chef nach Vorarlberg ging und ihr das Bundesland ebenfalls schmackhaft machte, zog sie 1964 nach Vorarlberg, wo sie von Bertram Jäger in Empfang genommen wurde und wo sie kurze Zeit später mit Gerhard-Simon Ebenberger eine Familie gründete. Mit ihrem Mann zog sie daraufhin in eine winzige Untermiete. Um das Jahr 1966 kam ihr gemeinsamer Sohn Martin, der an der unheilbaren Krankheit Epidermolysis bullosa litt, zur Welt. Da die kleine Untermiete den Bedürfnissen ihres Sohnes nicht mehr ausreichte, musste die junge Familie umziehen und bezog eine der ersten Eigentumswohnungen der VOGEWOSI – in einem vierten Stockwerk ohne Aufzug – in Bludenz. Doch um sich diese Eigentumswohnung leisten zu können, musste die Familie noch Geld sparen, weshalb Elisabeth Ebenberger ihren Ehemann, einem Bautechniker, zu dessen Baustellen begleitete, um dort mitzuhelfen. Drei Jahre lang war sie mit ihrem schwer kranken Kind auf den Baustellen, bei denen ihr Mann eingeteilt war – darunter unter anderem beim Bau der Kraftwerksgruppe Zemm-Ziller –, beruflich tätig.
Nach der Geburt der Tochter Barbara siedelte die Familie zuerst in die bezugsfertig gewordene Wohnung in Bludenz und danach in den 1970er Jahren nach Innerbraz. Als ihr Sohn ins Schulalter kam, tat sich für Ebenberger ein Berufswechsel auf. Der damalige Direktor der Sonderschule Bludenz, Alfred Simoni (1929–2018), der 1967 auch die Lebenshilfe Vorarlberg gegründet hatte, empfahl ihr den Sohn aufgrund seiner körperlichen Beeinträchtigung in der Sonderschule anzumelden und bot ihr zudem, nach Absolvieren einiger Kurse, die Anstellung als Vertragslehrerin an seiner Schule an. Dort übernahm sie in weiterer Folge die Schwerstbehindertenklasse. Nachdem die rund vier bzw. fünf Jahre jüngere Tochter Barbara ins Schulalter kam, besuchte diese nach der Volksschule die Hauptschule in Braz, wo auch der behinderte Sohn aufgenommen wurde. Später lehrte Elisabeth Ebenberger zudem als Musiklehrerin für Instrumentalunterricht an der Musikhauptschule in Thüringen und der Musikschule Klostertal.
Ihr Sohn starb 1992 in seinem 25. Lebensjahr, was Elisabeth Ebenberger auch dazu veranlasste, ihre ersten literarischen Texte zu verfassen. Noch im selben Jahr wurde das Buch veröffentlicht. Um den schweren Verlust zu verkraften, machte sie sich mit ihrem Ehemann zur Pilgerreise am Jakobsweg auf, wovon sie zum Teil auch in ihren Büchern erzählte. Aufgrund ihrer davon gewonnenen Begeisterung ließ sie sich zur Herbergsmutter ausbilden, absolvierte einen Spanischkurs in Granada und betreute Herbergssuchende auf ihrer Pilgerreise. Bereits davor betreute mit ihrem Ehemann zehn Jahre lang als Reiseleiter des Vorarlberger Reisebüros die Pilger auf ihrem Weg über den Jakobsweg. Bis heute (Stand: 2022) engagiert sich Ebenberger sozial und gibt unter anderem Deutschunterricht für geflüchtete Menschen. Im Zuge des Russischen Überfalls auf die Ukraine 2022 betreute sie eine Familie, die mit ihren sechs Kindern aus der Ukraine flüchten musste.
Für ihr bereits erwähntes Erstlingswerk Abschied und die Wege danach, mit dem sie den Tod ihres Sohnes zu bewältigen versuchte, wurde sie – je nach Quellenlage – 1998 oder 1999 mit dem Theodor-Körner-Förderpreis für Literatur durch den damaligen österreichischen Bundespräsidenten Thomas Klestil an der Universität Wien ausgezeichnet. Durch diese Auszeichnung und um die Schicksalsschläge in ihrem Leben zu verarbeiten, machte sich Ebenberger daran weitere Bücher zu schreiben. Von ihren 14 Bücher, die sie seither geschrieben hat, sind die Hälfte Kinderbücher. Die Rechte an ihrem 2008 erschienenen Buch Niko mit der Harmonika, das 2014 in zweiter Auflage erschien, wurden von einem chinesischen Verlag gekauft, der das Buch in weiterer Folge auf Chinesisch herausbrachte.
Neben ihrer Muttersprache Deutsch spricht Ebenberger auch noch Englisch, Französisch, Serbokroatisch, Spanisch und Italienisch. In Innerbraz betreut das Ehepaar Ebenberger die Buchbörse und das Lesecafé.

## Werke (Auswahl)
- 1996: Wenn Dornröschen wach wird… Erzählungen für und über junge Menschen
- 1997: Geschichten aus der Arbeitswelt
- 1999: Mit List und Tücke. Texte von 25 Autoren
- 1999: Montagne incantate. Leggende ed Immagini – Verzauberte Berge, Sagen und Bilder (2. Auflage, 2002)
- 1999: Auf halbem Weg – oder Warum Santiago de Compostela warten musste (2. Auflage, 2003)
- 1999: TAMI. Von der Klugheit der Tiere und vom Postboten, der verschlossene Briefe lesen kann
- 2003: Sieben Wege bis ans Ende der Welt (2. überarbeitete Auflage, 2008)
- 2005: Babs und Cliff
- 2007: Wohin denn noch?
- 2008: Omas wundervolle Reise
- 2008: Niko mit der Harmonika (2. Auflagen, 2014; Neuauflage, 2017)
- 2008: Angelina Ocarina (Illustration: Schüler der Musikschule Klostertal)
- 2012: Willi Wisent
- 2017: Der Maus (Arbeitstitel He-He Held werden wollen)

### Mitarbeit an Anthologien
- 1996: Vater, mein Vater. Prosa aus Deutschland, Österreich und der Schweiz
- 1996: Arbeitslos. Texte aus Vorarlberg (Herausgeber: Jürgen Thaler)
- 1997: Heim, Heimat, Heimatlos
- 1998: Liebe in den Zeiten der Marktwirtschaft (Herausgeberin: Steirische Werkstatt. Literatur der Arbeitswelt)
- 1998: Phantasie an die Macht
- 1998: Die großen Prophezeiungen (Anerkennungspreis 1999)
- 2001: Viechereien. Tiere erzählen (Herausgeberin: Sylvia Treudl)
- 2001: Ollahaund duachanaund (Herausgeber: Stelzhamerbund, Gruppe „Neue Mundart“)
- 2001: Donaugeschichten (Herausgeberin: Ruth Aspöck)

### Als Mitwirkende
- 2001: Ankunft und Abschied. Erzählungen und Gedichte. Publiziert zum hundertjährigen Jubiläum des Hotels Orselina. Szenen aus dem Hotelleben (mit Gedanken von Elisabeth Ebenberger)
- 2008: Lebensraum Alvier (mit Gedanken von Elisabeth Ebenberger)
- 2008: Über Brücken (zusammen mit ihrem Ehemann; Herausgeber: Michael Konzett)[3][4]

## Präsentationen, Ehrungen, Preise und Auszeichnungen (Auswahl)
- 1997: Kinder- und Jugendliteraturpreis des Landes Steiermark für Wenn Dornröschen wach wird – Kurzgeschichten für Jugendliche
- 1998: 2. Platz beim Harder Literaturpreis für Das Ich und das Du und der Strom der Vergangenheit
- 1998 oder 1999: Theodor-Körner-Förderpreis für Literatur für Abschied und die Wege danach – unveröffentlicht
- 1999: Anerkennungspreis beim Literaturwettbewerb Verzauberte Berge der Kulturabteilung der Gemeinde Bozen für Der Gletscher
- 2000: Ernst-und-Rosa-von-Dombrowski-Stiftungspreis (1. Preis/Literatur) für Die Lichtung
- 2000: Anerkennung für die Teilnahme am Concurso Literaria de San Sebastián mit Text Resurección
- 2001: 2. Preis beim Literaturwettbewerb Verzauberte Berge der Kulturabteilung der Gemeinde Bozen für Der Lauterfresser von Rodeneck
- 2002: Mira-Lobe-Stipendium für You und die anderen – unveröffentlicht
- 2005: Lesung aus Abschied und die Wege danach beim Bregenzer Herbstfestival
- 2005: Frau Ava Literaturpreis für Reigen unseliger Geister mit anschließender Lesung in der Österreichischen Nationalbibliothek und Lesereise zu Schulen in Österreich[5]
- 2007: Lesung aus Am Rio Duero bei Literatur und Musik in Wien; Gesang: Silvia Panzenböck, Klavier: Viktoria Groiss
- 2011: Anerkennung beim Harder Literaturpreis für Im Westen nichts Neues
- 2012: einer von zehn gleichwertigen Preisen für Literatur beim 11. Preisausschreiben der Stiftung Kreatives Alter für Schmetterlingskind